# 1949 en philosophie
Chronologie de la philosophie
- 1945
- 1946
- 1947
- 1948
- 1949
- 1950
- 1951
- 1952
- 1953

L’année 1949 a été marquée, en philosophie, par les événements suivants :

## Publications
- Karl Jaspers, The Origin and Goal of History
- Aldo Leopold, Almanach d'un comté des sables
- Gilbert Ryle, La Notion d'esprit
- Joseph Campbell, Le Héros aux mille et un visages
- Jean Fourastié, Le Grand Espoir du XXe siècle
- Simone de Beauvoir, Le Deuxième Sexe
- En découvrant l'existence avec Husserl et Heidegger, essai d'Emmanuel Levinas

## Naissances
- 1 janvier : Ljubodrag Simonović, philosophe serbe et basketteur
- 2 janvier : Iris Marion Young (-2006)
- 11 janvier : Jean-Paul Enthoven
- 21 mars : Slavoj Žižek
- 13 avril : Christopher Hitchens (-2011)
- 30 juin : Alain Finkielkraut
- 18 juillet : Axel Honneth

## Décès
- Gustav Radbruch (1878-)